# I Barocchisti
Die  Associazione Barocchisti - Orchestra Barocca della Svizzera Italiana ist ein Schweizer Kammerorchester, spezialisiert auf Barockmusik und historische Aufführungspraxis, geleitet von Diego Fasolis.

## Entstehung, Schwerpunkte
Das Ensemble ging aus der Società cameristica di Lugano hervor, die – gegründet und geleitet von Edwin Loehrer (1906–1991) – seit den späten 1950er Jahren wichtige Vokal- und Instrumentalwerke des Barock wieder entdeckte, und gilt heute auf internationaler Ebene als Referenzorchester für Aufführungen Alter Musik auf historischen Instrumenten. Das Orchester setzt sich aus renommierten Spezialisten aus Italien und der Schweiz zusammen, die auch häufig auf internationaler Ebene solistisch auftreten. Die Besetzung variiert von vier bis vierzig Musikern. Das Ensemble spielt regelmäßig mit namhaften Gesangsolisten, wie Cecilia Bartoli, Philippe Jaroussky und Julia Lezhneva, und kooperiert eng dem Coro della Radiotelevisione Svizzera, der ebenfalls von Fasolis geleitet wird.
Das Repertoire der Barocchisti besteht im Wesentlichen aus Werken von Bach, Cavalli, Galuppi, Gossec, Händel, Mozart,  Paisiello, Pergolesi, Piccinni, Purcell, Scarlatti und Vivaldi. Regelmäßig werden Tonaufnahmen mit Konzerttourneen zum selben Sujet kombiniert. 2008 wurde die selten gespielte Händel-Oper Faramondo in Ascona präsentiert und auf Tonträger aufgezeichnet. 2013 erschien eine mehrfach ausgezeichnete Einspielung von Pergolesis Stabat Mater mit Jaroussky und Lezhneva, die danach auf einer Tournee in Amsterdam, Essen, Baden-Baden und Luzern vorgestellt wurde. Die enge künstlerische Partnerschaft von Orchester und Dirigent mit Cecilia Bartoli führte zum multimedialen Projekt Mission, der Wiederentdeckung des Barockkomponisten Agostino Steffani, wurde mit einem Echo Klassik ausgezeichnet und für den Grammy Award nominiert. Es folgten weitere Steffani-CDs der Barocchisti, das Stabat Mater und die Danze e Ouvertures, schließlich in der exklusiven Sammeledition The Steffani Project zusammengefasst. 2014 folgte Bartolis CD-Projekt St. Petersburg, Barockmusik am Zarenhof, deren Veröffentlichung eine lange Tournee durch Europa folgte.
I Barocchisti gastierten und gastieren bei den bedeutendsten Musikfestivals und Opernhäusern in Europa und den USA, beispielsweise bei den Settimane Musicali di Ascona oder dem Lugano Festival, im Amsterdamer Concertgebouw und an der Mailänder Scala, in Gstaad und Stockholm, in Belgien, Frankreich, Kroatien, Portugal und Spanien. Bei den Salzburger Festspielen debütierte das Ensemble zu Pfingsten 2013 mit Niccolò Jommellis Oratorium Isacco figura del redentore, der ersten modernen Aufführung der kritischen Edition von Francesco Luisi, begleiteten 2014 Franco Fagiolis Arienabend zu Ehren des Kastraten Giambattista Velluti (1780–1861) und wurden 2015 erstmals als Opernorchester nach Salzburg verpflichtet. Sie spielten in der szenischen Aufführungsserie von Glucks Iphigénie en Tauride und in einer konzertanten Fassung von Händels Semele, beide mit Cecilia Bartoli in der Titelpartie.

## Einspielungen (Auswahl)
- 2007:  Paisiello: La passione di Gesù Cristo. Solisten: Roberta Invernizzi (Pietro), Alla Simoni (Maddalena), Luca Dardolo (Giovanni), José Fardilha (Giuseppe d’Arimatea). Mit dem Coro della Radiotelevisione Svizzera[2]
- 2008: Händel: Faramondo
- 2011: Vivaldi: Farnace. Mit Max Emanuel Cencic (Farnace), Mary Ellen Nesi (Berenice), Ruxandra Donose (Tamiri), Ann Hallenberg (Selinda), Daniel Behle (Pompeo), Karina Gauvin (Gilade), Emiliano Gonzalez Toro (Aquilio). Virgin Classics/EMI
- 2012: Mission mit Cecilia Bartoli, gewidmet der Wiederentdeckung des Komponisten Agostino Steffani

## Auszeichnungen
- 2013: Echo Klassik für die Welteinspielung des Jahres: Mission mit Cecilia Bartoli
- 2014: Nominierung für den Grammy Award, für Mission
- 2014: International Classical Music Awards als „Beste Aufnahme des Jahres“: Pergolesis Stabat Mater